# Krowieniec
Krowieniec – nawóz naturalny uzyskiwany przez fermentację kału bydlęcego wymieszanego z wodą. Krowieńcem określany bywa też obornik bydlęcy. Krowieniec, sam lub wymieszany z gliną, był również używany do ogacania (ocieplania i uszczelniania) kószek oraz barci.